# Mine de Coppabella
 (mars 2025).
La mine de Coppabella est une mine à ciel ouvert de charbon située au Queensland en Australie.